# إياد نحاس
إياد نحاس، مخرج سوري. بدأ عمله مساعد مخرج في مسلسلات تلفزيونية منها كسر الخواطر، سقف العالم 2007م، كما عمل مخرجاً منفذاً في مسلسلات بيت جدي، الدوامة)، كما ساهم أيضاً كتعاون فني في المسلسل التاريخي القعقاع بن عمرو التميمي، أخرج للتلفزيون عدة مسلسلات منها الشام العدية، أيام الدراسة، ما بتخلص حكاياتنا.

## أعماله
- 2006: كسر الخواطر (مخرج مساعد)
- 2008: بيت جدي (مخرج منفذ)
- 2009: الشام العدية (مخرج)
- 2009: الدوامة (مخرج منفذ)
- 2010: القعقاع بن عمرو التميمي (مساعد مخرج)
- 2011: أيام الدراسة (مخرج )
- 2011: دموع القمر (مخرج)
- 2012: هشتقه (مخرج)
- 2013: نزف جنوبي (مخرج)
- 2015: طوق البنات (ج2)و(ج3) (مخرج)
- 2016: صرخة روح (إخراج الخماسية الأولى والخامسة)
- 2017: الرابوص (مخرج)
- 2018: أبناء القلعة (مخرج الوحدة الأولى)